# Hotel FM
Hotel FM is een Roemeense band, gevormd in april 2005. De band toerde al vrij snel door Roemenië en Duitsland. De eerste cd werd uitgebracht in 2006.

## Eurovisiesongfestival
De band probeerde in 2010 Roemenië te vertegenwoordigen op het Eurovisiesongfestival. De groep werd echter vierde in de nationale finale met het nummer Come as one. Voor het Eurovisiesongfestival 2011 ondernam de groep een nieuwe poging. Dit keer lukte het wel: Hotel FM won Selecţia Naţională 2011 met het nummer Change. Zodoende mocht de band Roemenië vertegenwoordigen in Düsseldorf, Duitsland. De band wist zich te plaatsen voor de finale, waarin het uiteindelijk op de zeventiende plaats eindigde.
1994: Dan Bittman · 
1998: Mălina Olinescu · 
2000: Taxi · 
2002: Monica Anghel & Marcel Pavel · 
2003: Nicola · 
2004: Sanda Ladoși · 
2005: Luminița Anghel & Sistem · 
2006: Mihai Trăistariu · 
2007: Todomondo · 
2008: Nico & Vlad Miriță · 
2009: Elena Gheorghe · 
2010: Paula Seling & Ovi · 
2011: Hotel FM · 
2012: Mandinga · 
2013: Cezar · 
2014: Paula Seling & Ovi · 
2015: Voltaj · 
2017: Ilinca feat. Alex Florea · 
2018: The Humans · 
2019: Ester Peony · 
2021: Roxen · 
2022: WRS · 
2023: Theodor Andrei